# جان چندلر
جان چندلر (به انگلیسی: John Chandler) سناتور سابق عضو حزب دموکرات ایالات متحده آمریکا بود. وی در سال ۱۸۲۰ تا ۱۸۲۴ و ۱۸۲۴ تا ۱۸۲۹ میلادی سناتور ایالت مین در سنای ایالات متحده آمریکا بود.